# باول ريا
باول ريا (بالإنجليزية: Paul Rea)‏ هو صحفي أمريكي، ولد في 6 سبتمبر 1968 في كلاركسفيل في الولايات المتحدة.